# حامد محمدطاهری
حامد محمدطاهری (متولد ۱۳۵۴، همدان) کارگردان تئاتر و سرپرست گروه تئاتر «نرگس سیاه» بود. گروه نرگس سیاه به سرپرستی حامد محمد طاهری پایه گذار سبک تئاتر فیزیکال در ایران است. برخی اجرای او از نمایشنامه سیاها اثر ژان ژنه را از اتفاقات تئاتری مهم دهه ۷۰ و نقطه عطفی در تئاتر بعد از انقلاب می‌دانند. محمدطاهری ابتدای دهه ۸۰ به آلمان مهاجرت کرد، مدتی به کارگردانی تئاتر پرداخت و سپس این حرفه را رها کرد.

## زندگی‌نامه
حامد محمدطاهری در سال ۱۳۵۴ در تبريز به دنیا آمد. دوره دبیرستان را در مدرسه علامه حلی همدان گذراند سپس در رشته مهندسی برق در دانشگاه خواجه نصیر تحصیل کرد. در دوران دانشجویی، در کلاس‌های داستان‌نویسی حمید سمندریان شرکت کرد. در آموزشگاه سمندریان با مجید بهرامی و عاطفه تهرانی آشنا شد. امید عباسی و لیلی رشیدی هم به این جمع اضافه شدند و به تدریج گروهی تشکیل شد که بعدها نرگس سیاه نام گرفت.

## نرگس سیاه
گروه تئاتر نرگس سیاه در سال ۱۳۷۵ به سرپرستی حامد محمدطاهری شکل گرفت. نام این گروه به جمله‌ای از نمایش سیاهای ژنه اشاره دارد: «نرگس بزرگ سیاه که کم‌کم در آب ناپدید می‌شود.»
برخی از اعضای این گروه عبارت بودند از: مجید بهرامی، عاطفه تهرانی، پانته‌آ پناهی‌ها، نادر فلاح، بابک حمیدیان، مهدی پاکدل و …
نرگس سیاه به کارگردنی حامد محمدطاهری سه نمایش را در نیمه دوم دهه ۷۰ و نیمه اول دهه ۸۰ اجرا کردند.
- خانه در گذشته ماست، ۱۳۸۳
- سیاها، ۱۳۷۹
- آنتیگونه، ۱۳۷۶

پس از آن گروه از هم پاشید و حامد محمدطاهری نیز به آلمان مهاجرت کرد.

## آنتیگونه
حامد محمدطاهری در اواخر سال ۱۳۷۵ تمرین نمایش آنتیگونه اثر سوفوکل را با گروهی از بازیگران جوان آغاز کرد. رضا کشاورز، امید عباسی، شبنم فرشادجو، لیلی رشیدی، مجید صالحی، مجید بهرامی، شبنم قلی‌خانی، از بازیگران این نمایش بودند. حمیرا خوئینی‌ها، عاطفه تهرانی، آزاده مویدی فرد، فیروزه سلطانی، شبنم قلی‌خانی و میترا حریری‌پور نقش همسرایان را برعهده داشتند.  آنتیگونه ابتدا در آموزشگاه سمندریان تمرین می‌شد، اما بعد اختلاف نظرهایی میان گروه و سمندریان پیش آمد که باعث شد با آموزشگاه سمندریان قطع رابطه کنند. با پادرمیانی داوود رشیدی که به واسطه حضور لیلی رشیدی با این گروه آشنا شده بود، اتاقی در تئاتر شهر برای تمرین در اختیار این گروه قرار دادند. آنتیگونه در ۱۳ آذر ۱۳۷۶ روی صحنه رفت.

## سیاها
محمدطاهری در سال ۱۳۷۷ به فکر اجرای نمایشنامه سیاها اثر ژان ژنه افتاد. پیش از این دو ترجمه از این نمایشنامه منتشر شده بود، مترجم یکی محمود حسینی‌زاد بود که نمایشنامه را از آلمانی به فارسی برگردانده بود و در سال ۱۳۵۶ توسط انتشارات طوس منتشر شده بود، دومین ترجمه از احمد کامیابی مسک در سال ۵۸ بود. به پیشنهاد حامد محمد طاهری عاطفه طاهایی یک بار دیگر سیاها را ترجمه کرد و متن نمایش حاضر شد.
از بازیگران اصلی این نمایش  مجید بهرامی، عاطفه تهرانی و نوید هدایت پور  میتوان نام برد. گروه چند ماهی در سال انتظار تالار قشقایی تئاتر شهر تمرین کردند. اما به مکانی ثابت و بسته برای تمرین احتیاج داشتند. در نهایت حسین پاکدل رئیس وقت تئاتر شهر اجازه داد گروه در موتورخانه تئاتر شهر تمرین کنند. اعضای گروه تئاتر نرگس سیاه موتورخانه را تمیز کردند و سالنی عجیب و نیم دایره‌ای شکل ساختند که خانه خورشید نام گرفت و برای اجرای نمایش سیاها آماده شد.
گروه نرگس سیاه ۱۶ ماه سیاها را تمرین کردند. تمرین‌هایشان بیشتر بر اساس کتاب‌های تئاتر بی‌چیز و هنر رازآمیز اجراگر و آموزه‌های یرژی گروتوفسکی بود.
این اثر از دی ۱۳۷۸ تا تیر ۱۳۷۹ در سالن خورشید اجرا شد و به پارمای ایتالیا و روهر آلمان نیز سفر کرد.
برخی از منتقدان تئاتر، اجرای محمدطاهری از سیاها را نقطه‌عطفی در تئاتر ایران می‌دانند و معتقدند سیاها تاریخ تئاتر پس از انقلاب را از نو تعریف کرد. این عده بر این باورند که خلاقیت، آشنایی‌زدایی و زیبایی‌شناسی محمدطاهری و گروهش در این اجرا از مرزهای مرسوم تئاتری فراتر رفته و آن را خواسته یا ناخواسته به سر حد پرفورمنس آرت رسانده‌است. برخی دیگر، سیاها را نمایش سخیفی می‌دانند از معماگونگی بی‌حاصل و پرت و پلاگویی روشنفکرانه و دهن‌کجی به جریان تئاتر شریف.
نمایش «سیاها» شش ماه روی صحنه بود. به تصمیم کارگردان هیچ بلیط مهمانی صادر نشد و سهمیه‌ای برای مطبوعات و خبرنگاران در نظر گرفته نشد. این موضوع باعث رنجش خبرنگاران شد و نمایش سیاها در بایکوت خبری قرار گرفت.حسین پاکدل، رئیس وقت تئاتر شهر، در مراسمی که سال‌ها بعد برای بزرگداشت محمدطاهری برگزار شد، علت تعطیلی این نمایش را فشار خود تئاتری‌ها دانست.

### اجرای دوم
ورژن دیگری از سیاها نیز اجرا شد، نمایشی بی کلام و بی حرکت، اجرایی که می‌توان نام «تئاتر گالری» را به آن اطلاق کرد. در این نمایش، هر بار تنها ۲۰ تماشاگر پذیرفته می‌شدند. بازیگران در موقعیت‌های خاصی قرار می‌گرفتند و تماشاگران از آنها دیدن می‌کردند به عنوان مثال عاطفه تهرانی در یک طویله پر از کاه و عروسک های حیوان خفته و یا  پانته‌آ پناهی‌ها با لباس عروس در وانی پر از موش دراز کشیده بود، نوید هدایت‌پور با گل به جزئی از دیوار بدل شده بود و …

## خانه در گذشته ماست
«خانه در گذشتهٔ ماست» آخرین اجرای محمدطاهری در ایران است که در اردیبهشت و خرداد ۱۳۸۳، در تالار سایه تئاتر شهر، اجرا شد. عاطفه تهرانی، مجید بهرامی بازیگران این نمایش بودند. مجید بهرامی در طول اجرای این نمایش در یک استخر پر از گل بازی کرد. و عاطفه تهرانی حدود ۹ آهنگ از مردیت مونک را با بدن و صدا به سبک بوتو اجرا کرد.

## سبک
محمد طاهری اصول کاری‌اش را بر پایه آموزه‌های آنچه تئاتر فیزیکال خوانده می‌شود بنا کرد و در این مسیر از اندیشه‌های یرژی گروتوفسکی، کارگردان و نظریه‌پرداز شهیر لهستانی بسیار بهره گرفت. تمرین‌های سخت و طولانی مدت جسمی در شرایط دشوار و گام برداشتن در مسیر تئاتر آزمایشگاهی از جمله ویژگی‌های اساسی فعالیت این گروه است.

## بزرگداشت
در جشن انجمن کارگردانان خانه تئاتر که در ۱۳ اردیبهشت ماه ۱۳۹۳، در تالار «ناصری» خانه هنرمندان ایران برگزار شد از سه کارگردان تأثیرگذار از سه نسل تقدیر شد: عباس جوانمرد، فرهاد مهندس‌پور و حامد محمد طاهری. در این مراسم که «شب نخبگان غایب» نام داشت، مادر حامد محمدطاهری روی صحنه حاضر شد و جایزه پسرش را از حسین پاکدل گرفت و این جایزه را به مجید بهرامی تقدیم کرد که در آن زمان با سرطان دست و پنجه نرم می‌کرد.